# Hydrellia italica
Hydrellia italica är en tvåvingeart som beskrevs av Canzoneri och Giuseppe Giovanni Antonio Meneghini 1974. Hydrellia italica ingår i släktet Hydrellia och familjen vattenflugor.
Artens utbredningsområde är Italien. Inga underarter finns listade i Catalogue of Life.